# Gonzalo Arroyo
Gonzalo Arroyo SJ (* 9. September 1925 in Santiago de Chile; † 21. Mai 2012) war ein chilenischer katholischer Priester und Befreiungstheologe.

## Leben
Eine Begegnung mit Alberto Hurtado veranlasste Arroyo dazu, sich dem Christentum zuzuwenden, wobei Hurtado ihn als geistlicher Führer begleitete. Arroyo trat am 8. Dezember 1951 den Jesuiten bei und wurde am 6. August 1963 zum Priester geweiht. Er studierte katholische Theologie, Philosophie und Wirtschaftswissenschaften. Einen Abschluss als Agraringenieur erlangte er an der Katholischen Universität Chiles, in Löwen promovierte er in Wirtschaftswissenschaften.
Arroyo war als Studentenseelsorger tätig und unterhielt zahlreiche Kontakte zu progressiven Priesterbewegungen, gewerkschaftlichen und Landarbeiterkreisen. Er war Mitbegründer der Christen für den Sozialismus und Mitglied der Christlichen Friedenskonferenz (CFK), an deren IV. Allchristlicher Friedensversammlung 1978 in Prag er mitarbeitete. Nach dem Militärputsch Augusto Pinochets 1973 ging Arroyo in ein über fünfzehnjähriges Exil nach Paris, wo er als außerordentlicher Professor an der Sorbonne forschte und zur Gründung des Centre de Recherche sur l'Amerique Latine et le Tiers Monde (CETRAL) beitrug.
Arroyo überwand gemeinsam mit anderen Befreiungstheologen den Reformismus, wie er in den christdemokratisch-konservativen Parteien Lateinamerikas propagiert wurde. Er trat mit zahlreichen Publikationen hervor, in denen insbesondere für eine umweltverträgliche Agrikultur geworben wird, die der Masse der landlosen Bevölkerung eine wirtschaftliche Perspektive ermöglichen soll. Biotechnologie und nachhaltige Bodenbewirtschaftung sah er in einem engen Zusammenhang.
Gonzalo Arroyo war Professor der Universidad Alberto Hurtado (Fakultät Wirtschaftswissenschaften) des Jesuitenordens in Santiago de Chile, zu deren Gründern er gehörte.

## Werke

### In deutscher Sprache
- mit Silvio Gomes de Almeida, Jean von der Weid: Transnationale Gesellschaften und die Landwirtschaft in Lateinamerika. Kassel 1987, ISBN 3-88122-359-2, (= ladok – entwicklungsperspektiven 27).

### In spanischer Sprache
- mit Gerardo Aceituno, Ruth Rama, Fernando Rello: Agricultura y alimentos en América Latina. El poder de las transnacionales. Universidad Nacional Autónoma de México, Instituto de Cooperacion Iberoamericana, ISBN 968-83733-3-8.
- Biotecnología. Una salida para la crisis agroalimentaria. Plaza y Janes, ISBN 968-85621-1-4.
- La biotecnología y el problema alimentario en México. Plaza y Valdes, ISBN 968-85619-8-3.
- El desarrollo de la biotecnología. Desafíos para la agricultura y la agroindustria. Universidad Autónoma Metropolitana, Unidad Xochimilco, ISBN 968-84039-6-2.
- Golpe de estado en Chile. Ediciones Sigueme, ISBN 84-301-0578-6.
- La perdida de la autosuficiencia alimentaria y el auge de la ganadería en México. Plaza y Valdes, ISBN 968-85621-0-6.
- mit Joaquin Silva, Fernando Verdugo: Por los caminos de América. Desafíos socio-culturales a la nueva evangelización. Ediciones Paulinas, ISBN 956-256-068-6.

### In französischer Sprache
- Agro-industrie et developpement. Le cas du Mexique. CETRAL, ISBN 2-7384-0033-7.
- Les firmes transnationales et l'agriculture en Amerique Latine. Anthropos, Université de Paris X, Nanterre, ISBN 2-7157-1006-2.